# Q.J. Peterson
Quentin J. Peterson, detto Q.J. (Hedgesville, 12 ottobre 1994), è un cestista statunitense.

## Palmarès
- Campionato danese: 1

Bakken Bears: 2020-2021
- Coppa di Danimarca: 1

Bakken Bears: 2021